# Initiative populaire « Retour à la démocratie directe »
L'initiative populaire fédérale « Retour à la démocratie directe » est une initiative populaire suisse, approuvée par le peuple et les cantons le 11 septembre 1949.

## Contenu
L'initiative propose de supprimer l'article 89, alinéa 3 de la Constitution fédérale définissant une « clause d'urgence » et de la remplacer par un article 89bis qui précise que les arrêtés fédéraux peuvent, au besoin, entrer en vigueur dès leur approbation par une majorité des deux chambres du parlement. Toutefois, dans le cas où un tel arrêté est attaqué par référendum populaire ou dans le cas d'un arrêté dérogeant à la Constitution, sa validité expire après une année et ne peut être renouvelé s'il n'est pas soumis à votation pendant cette période.
Le texte complet de l'initiative peut être consulté sur le site de la Chancellerie fédérale.

## Déroulement

### Contexte historique
La « clause d'urgence » est présente dans la Constitution dès 1874. Elle permet, dans certains cas exigeant une intervention rapide des autorités, d'exclure le référendum permettant ainsi de les faire entrer immédiatement en vigueur, sans avoir à attendre la période de 100 jours pendant lesquels un référendum peut être déposé.
Entre les années 1930 et les années 1940, le gouvernement fédéral recourt très fréquemment, bien que sans réelle nécessité, aux arrêtés urgents, empêchant ainsi le recours populaire au référendum ; ces décisions sont motivées, en particulier jusqu’en 1936, par une politique d'équilibre budgétaire et d'économies.
Une première initiative, présentée par le parti communiste et proposant de supprimer cette possibilité, est rejetée en votation populaire le 20 février 1938. Quelques jours avant cette votation, une seconde initiative sur le même sujet est déposée le mouvement des lignes directrices ; celle-ci fut cependant retirée en 1939 en faveur d'un contre-projet qui, bien qu'accepté en votation, s'avère inefficace.
Enfin, le 7 avril 1938, une troisième initiative sur ce thème, appelée « Initiative populaire 'concernant la réglementation constitutionnelle du droit d'urgence' » est déposée par l'union des indépendants. Elle est cependant retirée deux ans plus tard, son objectif ayant été rempli par l'adoption d'une règle à ce sujet par le Parlement

### Récolte des signatures et dépôt de l'initiative
La récolte des 50 000 signatures nécessaires par la ligue vaudoise a débuté le 1er janvier 1946. Le 23 juillet 1946, l'initiative a été déposée à la chancellerie fédérale qui l'a déclarée valide le 3 septembre 1946.

### Discussions et recommandations des autorités
Le parlement et le Conseil fédéral recommandent le rejet de cette initiative. Dans son message, le Conseil fédéral indique avoir étudié la possibilité de proposer, comme contre-projet, de limiter la durée des arrêtés fédéraux urgents à trois ans maximum. Cependant, il précise y avoir renoncé en raison de la situation juridique difficile que ce statut apporterait. Sur l'objet de l'initiative en lui-même, le Conseil fédéral indique que la durée prévue d'une année pour soumettre un article à la votation est, selon lui, « trop court pour permettre de procéder à une révision constitutionnelle normale ».
À titre d'exemple, le gouvernement cite dans son rapport le cas du programme financier de 1936 approuvé par un arrêté fédéral urgent et qui aurait nécessité la révision de 5 articles constitutionnels, 23 lois fédérales, 4 arrêtés fédéraux ainsi que les statuts de 2 caisses d'assurances.

### Votation
Soumise à la votation le septembre, l'initiative est acceptée par 11 3/2 cantons et par 50,7 % des suffrages exprimés. Le tableau ci-dessous détaille les résultats par cantons :

## Effets
Le 27 juillet 1946, soit quatre jours seulement après le dépôt de cette initiative, une autre initiative populaire appelée Pour le retour à la démocratie directe  traitant du même sujet et soutenue par le même comité est présentée à la Chancellerie fédérale, demandant de régler, par une mesure transitoire, le cas des arrêtés urgents pris avant l'adoption de cette initiative. Cette nouvelle proposition sera toutefois retirée en raison d'un contre-projet indirect proposé par le parlement.
Lors de la révision de la Constitution fédérale en 1999, la notion d'arrêté fédéral urgent disparait pour être renommée en « Législation d’urgence » dont la définition et les règles, définies dans l'article 165 de la Constitution, sont en tout point pareils.